# Philippsreut
Philippsreut település Németországban, azon belül Bajorországban. Lakosainak száma 605 fő (2023. december 31.). Philippsreut Strážný és Mauther Forst községekkel határos.

## Népesség
A település népessége az elmúlt években az alábbi módon változott:
| Lakosok száma | 380  | 412  | 972  | 738  | 715  | 672  | 660  | 628  | 642  | 605  |
|               | 1875 | 1900 | 1950 | 1970 | 1987 | 2013 | 2015 | 2017 | 2021 | 2023 |